# Farid Ouédraogo
Farid Ouédraogo, né le 26 décembre 1996, est un footballeur international burkinabé qui joue comme gardien de but pour l'AS Vita Club et l'équipe nationale du Burkina Faso ,.

## Carrière professionnelle

### En sélection
Ouédraogo fait partie de l'équipe nationale du Burkina Faso lors du Championnat d'Afrique des Nations 2020.